# 월드 테이블 테니스
월드 테이블 테니스(World Table Tennis (ITTF), WTT)는 국제 탁구 연맹(ITTF)이 2019년 설립한 상업 탁구 대회를 운영하는 단체이다. 첫 대회는 2020년 11월 마카오에서 개최되었다. WTT는 상업화를 위해 여러 규칙 변경과 거액의 상금을 제공한다는 점에서 이전의 ITTF 월드 투어와는 차별화된다. WTT 집행위원장은 전 올림픽 금메달리스트이자 전 중국 감독인 류궈량이다.